# Милена Вучић
Милена Вучић (Титоград, 11. новембар 1986) црногорска је поп рок певачица. Студирала је новинарство.

## Музичка каријера
Музичку каријеру је започела у женском бенду Негре. На Европесми 2004. освојиле су 46 бодова са песмом К’о ниједна друга. Њена соло каријера почела је 2006. године такмичењем на Монтевизији, на којој је освојила осмо место са песмом Жива сам. На Сунчаним скалама 2007. победила је са песмом Да л' она зна, која је постала велики хит. Од осталих хитова се издвајају Луче и Индијана.

## Приватни живот
Од 11. новембра 2012. удата је за певача и продуцента Николу Буровца. Почетком марта 2021. добили су ћерку Сару.

## Дискографија

### Студијски албуми
- Да л’ она зна (2007)
- Милена (2015)

## Учешћа на фестивалима
- 2006 — Монтевизија, с песмом Жива сам
- 2006 — Сунчане скале, с песмом Да л’ она зна (победничка нумера)
- 2008 — Радијски фестивал, с песмом Стерео веза (Like a Radio)
- 2023 — Београдско пролеће, с песмом Удостоји[5] (награда стручног жирија за најбољу композицију)
- 2024 — Монтесонг, с песмом Шкорпија (6. место)[6]